# Erol Alkan
Pour les articles homonymes, voir Alkan (homonymie).
Erol Alkan est un DJ et producteur résidant à Londres né le 30 mai 1974 à Londres.

## Vie Professionnelle

### DJ
Il crée en 1997 le Trash Club, une boite de nuit de Londres célèbre dans le milieu de la dance-punk qui a accueilli des artistes phare de ce mouvement comme Death From Above 1979, Peaches, Klaxons, Crystal Castles, Bloc Party, et bien d'autres. Il en fut le DJ résident pendant les premières années de lancement du club.
À partir de 2001 il commence à mixer dans d'autres clubs anglais ainsi que sur des scènes étrangères. Il se produit ainsi au Bugged Out et au club fabric à Londres ou bien encore sur la scène du festival Astropolis à Brest.

### Remixeur
Au début des années 2000 il réalise une série de mashups sous le nom de Kurtis Rush. Il réalise notamment un mix de Blue Monday de New Order avec Can't Get You Out of My Head de Kylie Minogue, version que cette dernière interprètera aux Brit Awards. Il utilise aussi à cette époque le pseudonyme de Mustapha 3000 toujours pour réaliser des mashups. Son savoir-faire dans ce domaine lui vaudra une certaine reconnaissance dans ce type de remixes alors très en vogue. 
Il remixe de manière plus conventionnelle de nombreux artistes tels que Klaxons, Alter Ego, Mylo, Bloc Party, Daft Punk, The Chemical Brothers, Gonzales, Tame Impala, MGMT, Connan Mockasin, Yeah Yeah Yeahs, ZZT, Fan Death, Digitalism, Scissor Sisters, Justice, Franz Ferdinand, LA Priest, Interpol, Hot Chip, Death From Above 1979.

### Producteur
En 2007, il fonde son propre label Phantasy Sound. Il a entre autres signé sur ce label Boris Dlugosch, Connan Mockasin, ou  plus récemment Paul Chambers. Sur ce label il a signé le groupe Late Of The Pier (dont le leader a sorti son premier projet solo sur Phantasy Sound, sous le nom de LA Priest), groupe dont il avait produit le premier album : Fantasy Black Channel. Outre son activité au sein de Phantasy il a produit d'autres artistes comme les Mystery Jets, Franz Ferdinand, Whitey ou bien encore les Klaxons.

### Autres projets
Avec Richard Norris il fait partie du groupe de Rock Psychédélique Beyond The Wizard's Sleeve. Le groupe publie un premier EP, Spring, en 2006, suivi en 2008 de leur premier album intitulé Beyond The Wizards Sleeve Ark auquel viendront s'ajouter une compilation de remixes fait pour d'autres artistes, publiée sous le nom de Beyond The Wizards Sleeve Re-Animations Vol. 1, ainsi que trois autres EP, Birth, George et West.
Erol Alkan travaille également sous les pseudonymes de DISCO 3000, Kurtis Rush et Mustapha 3000.

### Récompenses
- 2003 : Best Breakthrough DJ décerné par Musik Magazine
- 2006 : DJ of The Year décerné par Mixmag
- 2008 : DJ of The Year décerné par Datatransmission
- 2009 : DJ of The Year décerné par Datatransmission

## Discographie

### Producteur
| Année | Artiste          | Titre                                        |
| ----- | ---------------- | -------------------------------------------- |
| 2006  | The Long Blondes | Weekend Without Make Up (B-Sides)            |
| 2006  | Mystery Jets     | Diamonds In The Dark EP                      |
| 2006  | The Long Blondes | Once And Never Again (B-Sides)               |
| 2006  | Mystery Jets     | Half In Love With The Radio b/w Umbrellahead |
| 2007  | The Long Blondes | Giddy Stratospheres (B-Sides)                |
| 2007  | Klaxons          | Electrickery                                 |
| 2007  | Mystery Jets     | Zoo Time (American LP)                       |
| 2007  | Franz Ferdinand  | All My Friends (LCD Soundsystem cover)       |
| 2007  | Klaxons          | The Night                                    |
| 2007  | Late Of The Pier | Bathroom Gurgle                              |
| 2008  | Late Of The Pier | The Bears Are Coming                         |
| 2008  | Mystery Jets     | Twenty One                                   |
| 2008  | The Long Blondes | Century                                      |
| 2008  | The Long Blondes | Couples                                      |
| 2008  | Late Of The Pier | Space And The Woods & Focker                 |
| 2008  | Mystery Jets     | Two Doors Down                               |
| 2008  | Late Of The Pier | Heartbeat                                    |
| 2008  | Late Of The Pier | Fantasy Black Channel                        |
| 2008  | Whitey           | Do The Nothing (7")                          |
| 2009  | Late Of The Pier | Blueberry                                    |
| 2010  | Late Of The Pier | Best In The Class                            |
| 2010  | Late Of The Pier | Best In The Class (Remixes EP)               |
| 2011  | Kindness         | Cyan                                         |

### Remixes sous le nom d'Erol Alkan
| Année | Artiste                                              | Titre                                                                      |
| ----- | ---------------------------------------------------- | -------------------------------------------------------------------------- |
| 2004  | Mylo                                                 | Drop The Pressure (Erol Alkan’s Extended Re-Edit)                          |
| 2004  | Alter Ego                                            | Rocker (Erol Alkan’s Death Disco Re-Vised)                                 |
| 2004  | Death from Above 1979                                | Romantic Rights (Erol Alkan’s Love From Above Re-Edit)                     |
| 2005  | The Chemical Brothers                                | Believe (Erol Alkan’s Feel Me Rework)                                      |
| 2005  | Bloc Party                                           | She's Hearing Voices (Erol Alkan’s Calling Your Name Dub & Vocal Re-Works) |
| 2005  | Mystery Jets                                         | Zoo Time (Erol Alkan Re-Work)                                              |
| 2006  | Franz Ferdinand                                      | Do You Want To (Erol Alkan’s Glam Racket)                                  |
| 2006  | Daft Punk                                            | The Brainwasher (Erol Alkan’s Horrorhouse Dub)                             |
| 2006  | Justice                                              | Waters of Nazareth (Erol Alkan’s Durrr Durrr Durrrrrr Re-Edit)             |
| 2006  | Hot Chip                                             | Boy From School (Erol Alkan’s Extended Rework)                             |
| 2006  | Scissor Sisters                                      | I Don't Feel Like Dancin' (Erol Alkan’s Carnival Of Light Rework)          |
| 2007  | Klaxons                                              | Golden Skans (Erol Alkan’s Ekstra Spektral Rework)                         |
| 2007  | Digitalism                                           | Jupiter Room (Erol Alkan’s Simple, Yet Effective Re-Edit)                  |
| 2007  | Interpol                                             | Mammoth (Erol Alkan Rework)                                                |
| 2007  | La Priest                                            | Engine (Erol Alkan’s Transonic Re-Edit)                                    |
| 2008  | Fan Death                                            | Veronica's Veil (Erol Alkan’s Extended Rework)                             |
| 2008  | SebastiAn                                            | Momy (Erol Alkan's Simple, Yet Effective Edit)                             |
| 2008  | ZZT                                                  | The Worm (Erol Alkan’s Extended Rework)                                    |
| 2009  | Yeah Yeah Yeahs                                      | Zero (Erol Alkan Rework)                                                   |
| 2010  | Chilly Gonzales                                      | Never Stop (Erol Alkan’s Piano Pella)                                      |
| 2010  | Chilly Gonzales                                      | Never Stop (Erol Alkan Rework)                                             |
| 2010  | MGMT                                                 | Congratulations (Erol Alkan Rework)                                        |
| 2011  | Tame Impala                                          | Why Won't You Make Up Your Mind (Erol Alkan Rework)                        |
| 2011  | Erol Alkan & Boys Noize                              | Death Suite (Erol Alkan Edit)                                              |
| 2011  | Connan Mockasin                                      | Forever Dolphin Love (Erol Alkan Rework)                                   |
| 2011  | Metronomy                                            | The Bay (Erol Alkan’s Extended Rework)                                     |
| 2015  | Todd Rundgren, Hans-Peter Lindstrøm, Emil Nikolaisen | Runddans (Erol Alkan Rework)                                               |
| 2023  | The Chemical Brothers                                | Goodbye (Erol Alkan Rework)                                                |

### Remixes sous le nom de Beyond The Wizards Sleeve
| Année | Artiste               | Titre                      |
| ----- | --------------------- | -------------------------- |
| 2006  | Peter Bjorn and John  | Young Folks                |
| 2006  | Dust Galaxy           | Come Hear The Trumpets     |
| 2006  | Midlake               | Roscoe                     |
| 2007  | Findlay Brown         | Losing The Will To Survive |
| 2007  | Tracey Thorn          | Raise the Roof             |
| 2007  | Badly Drawn Boy       | Promises                   |
| 2007  | The Chemical Brothers | Battle Scars               |
| 2008  | The Real Ones         | Outlaw                     |
| 2008  | Late Of The Pier      | The Bears Are Coming       |
| 2008  | Goldfrapp             | Happiness                  |
| 2008  | Simian Mobile Disco   | Love                       |
| 2009  | Franz Ferdinand       | Ulysses                    |
| 2010  | De De Mouse           | Station To Stars           |